# Onderlosser

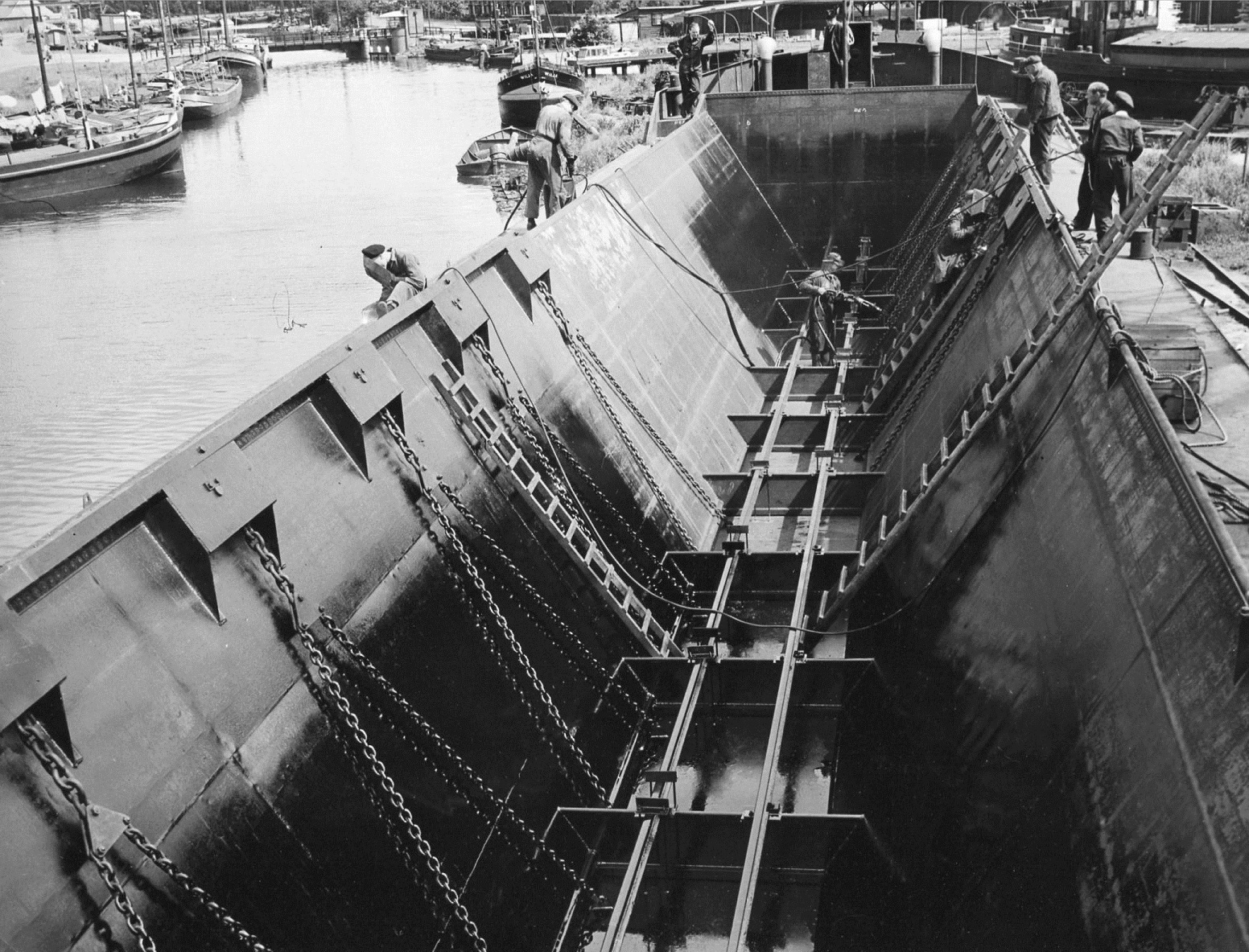
Losinrichting onderlosser

Een onderlosser, ook wel klepbak genoemd, is een niet-gemotoriseerde stalen bak met roer en eigen ankergerei die wordt gebruikt om lading (zand, stortkeien, puin e.d.) te transporteren. Het vaartuig moet altijd door een sleepboot versleept worden om bij de laad- en/of losplaats te komen. Het middenschip bestaat uit een laadruimte met luchtkasten ernaast en het vaartuig kan op de losplaats zichzelf ledigen. De bemanning bestaat meestal uit twee personen die hun leefruimte, bestaande uit een keuken, een zitgedeelte, de bedden en het toilet, benedendeks hebben.

## Hoppers
In 1952 werden door het baggerbedrijf R. Boltje & Zonen NV uit Zwolle de eerste gemotoriseerde onderlossers ter wereld in bedrijf genomen. Deze zelfvarende vaartuigen worden ook wel hoppers genoemd. De huidige hoppers zijn voorzien van een boegschroef, hebben een groot laadvermogen en hebben de accommodatie voor de bemanning bóvendeks.

## Werking van het traditionele en hydraulische lossysteem
Door middel van een lierkabel waaraan kettingen of kettingstangen zijn bevestigd, kunnen de bodemkleppen worden geopend, waardoor de lading boven de stortplaats kan worden gelost. Deze kleppen vormen dus de bodem van het laadruim.
Vaak blijft bij dit traditionele systeem de ketting in het zand kleven en gaat de bodemklep moeilijk open, wat weer tot gevolg heeft dat het vaartuig scheef valt als de ene klep langzamer opengaat dan de andere. Om die reden werd in 1955 de zelfvarende onderlosser ontwikkeld, waarbij gebruik werd gemaakt van hydraulische horizontale bodemschuiven. De bodemschuiven zijn onderling met elkaar verbonden en worden met behulp van hydraulische cilinders tegelijk geopend of gesloten. Dit systeem heeft ook als voordeel dat deze schuiven, in gesloten of open stand, boven de scheepsbodem blijven zodat beschadigingen aan de schuiven, die bij het lossen in ondiep water bij de traditionele kleppen kunnen optreden, voorkomen worden.
Een ander type onderlosser is de zogenaamde splijtbak.